# Franz Xaver Gerl
Franz Xaver Gerl (Andorf 1764 - Mannheim 1827) fue un cantante con voz de bajo y compositor de la época clásica. Cantó el papel de Sarastro en el estreno de la ópera de Mozart La flauta mágica.

## Vida
Gerl nació el 30 de noviembre de 1764 en Andorf (entonces Baviera, desde 1780 parte de Austria).  Fue niño de coro en Salzburgo; el New Grove Dictionary of Music and Musicians afirma que era probablemente alumno de Leopold Mozart.  Acudió a la Universidad de Salzburgo, estudiando lógica y física. Su carrera como un bajo comenzó en 1785 con la compañía teatral de Ludwig Schmidt.
Evidentemente tuvo una impresionante tesitura baja; Branscombe (1991) observa que las notas realmente muy bajas que Mozart incluyó en el papel de Sarastro han sido "la desesperación de muchos bajos desde entonces."
Para 1787 se unió a la compañía de teatro de Emanuel Schikaneder, para la que cantó el exigente papel de Osmin en la ópera de Mozart El rapto del serrallo y otros papeles. En 1789 la troupe se asentó en el Theater auf der Wieden en Viena.  Gerl participó en un sistema de composición conjunta usada por la troupe de Schikander, en la que los Singspiele fueron producidos rápidamente teniendo a varios compositores colaborando.  Como tal, Gerl pudo haber sido el compositor del aria "Ein Weib ist das herrlichste Ding", para la que Mozart escribió un conjunto de variaciones para piano, K. 613 (el compositor puede que haya sido, sin embargo, otro compositor-cantante en la troupe, Benedikt Schack).
Mozart gradualmente pasó a participar más en las actividades de la troupe de Schikaneder, culminando en su ópera La flauta mágica (1791), con libreto de Schikaneder.  Gerl estrenó el papel de Sarastro, y siguió cantando este papel en muchas representaciones a lo largo de 1792. Dejó la troupe de Schikaneder en 1793.
Gerl pudo haber participado en un ensayo del Réquiem el día antes del fallecimiento del compositor.
La carrera posterior de Gerl lo llevó a Brno y Mannheim, donde se retiró en 1826. Murió allí el 9 de marzo de 1827.

## Valoración
Peter Branscombe, escribiendo en el New Grove Dictionary of Music and Musicians, ofrece lo siguiente en atención a la reputación de Gerl como un cantante: "Cuando Schröder, el mayor actor-manager de su época, fue a Viena en 1791 y le dijeron que no se perdiera oír a [Benedikt] Schack y Gerl en el teatro de Schikaneder."  Branscombe también señala la sorprendente calidad de la música que Mozart escribió para Gerl.

## Familia
Gerl se casó con la soprano Barbara Reisinger (1770-1806) el 2 de septiembre de 1789. Ella también cantó en la troupe de Schikaneder, e interpretó el papel de Papagena en el estreno de La flauta mágica.  Fue con Gerl a Brno y Mannheim, y murió allí poco después de dar a luz a su segundo hijo.